# Comunidad de villa y tierra de Magaña

Mapa de las Comunidades de Villa y Tierra

La Comunidad de Villa y Tierra de Magaña, situada en la provincia de Soria (Castilla y León, España), tiene una extensión total de 85,78 km², siendo la más pequeña de las 42 comunidades de la Extremadura castellana. Precisamente por su práctica insignificancia apenas ha dejado huellas en la documentación alto medieval, y se hace muy difícil precisar sus orígenes.

## Localización
Geográficamente pertenece por entero a la cuenca del Ebro; sus aguas, recogidas por el río Alhama, que la atraviesa, van por Cervera del Río Alhama y por Alfaro a desembocar en el río Ebro; también eclesiásticamente se vincula a la diócesis riojana de Calahorra.

## Historia

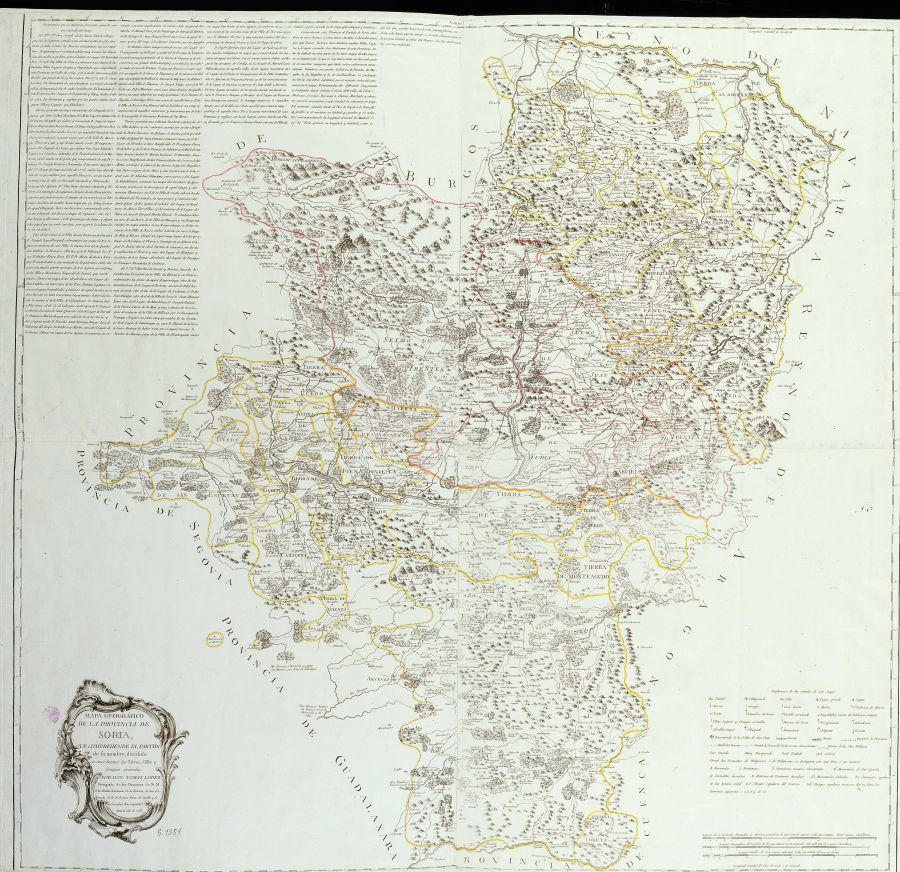
Intendencia de Soria, Tomás López 1783

En el terreno de las puras hipótesis, dado que la primera mención de Magaña o de alguna de sus aldeas no va más allá del año 1181, y basándonos en su situación geográfica, hemos de suponer para Magaña unos orígenes repobladores cristianos muy semejantes a los de su vecino San Pedro Manrique, que pertenece a la misma cuenca hidrográfica del río Alhama, esto es: primeros asentamientos cristianos en el siglo X, perdurabilidad de estos asentamientos durante las campañas de Almanzor, y probable estructuración de Magaña y su tierra en Comunidad de Villa y Tierra durante el reinado de Alfonso VII.
La primera noticia documentada sobre Magaña data, como hemos dicho, del año 1181; es un documento de Alfonso VIII, del 14 de junio, expedido en Magaña; por él sabemos de la presencia del Rey en la Villa en esa fecha.
Pocos años más tarde, una bula de Clemente III, del 17 de marzo de 1188, enumeraba Magaña entre los territorios de la diócesis de Calahorra, lo mismo que otra bula de Celestino III, del 17 de marzo de 1192.
En 1195, un Blasco de Magaña, venderá un campo en Nerango, al prior del cabildo de Calahorra y dará fiadores de la venta al fuero de Magaña: Do uobis fidiatorem de saluedad et
de ista carta robrada a foro de Magana.

### Espacio geográfico, las aldeas
Las aldeas de la Tierra de Magaña podríamos deducirlas por su pertenencia a la diócesis de Calahorra. Así obtendríamos las cinco siguientes: Cerbón, Fuentes de Magaña, Las Fuesas, Torretarrancho y Valtajeros; no incluimos en este elenco a Villarraso, pues aunque en el siglo XX se contaba entre las parroquias calagurritanas, esta pertenencia era muy reciente, y en 1788 figura en la diócesis de Osma, en el arciprestazgo de Campo, con 23 vecinos.
Esta deducción se muestra totalmente de acuerdo con la divisoria que el padrón soriano de 1270 nos permite trazar entre las Comunidades de Magaña y Soria; según este padrón de 1270, ninguna de esas cinco aldeas pertenecía a la Comunidad Soriana; en cambio, sí que estaban incluidas en la Tierra de Soria las siguientes aldeas limítrofes con las anteriores: Castilfrío de la Sierra, Aldealices, Carrascosa de la Sierra, Villarraso, Pobar, Suellacabras y El Espino.
Firmemente establecida la divisoria que separaba a las Comunidades de Magaña y Soria en el siglo XIII, divisoria que será modificada en los siglos posteriores, podemos ya describir los límites de la Comunidad de Villa y Tierra que permanecieron estables a través de los siglos, con la única excepción ya indicada de la divisoria soriana.
La Comunidad de Magaña limitaba al norte con la Comunidad de Villa y Tierra de San Pedro Manrique; al Este, con la Merindad de Logroño y la Comunidad de Villa y Tierra de Ágreda; al Sur y al oeste, con la Comunidad de Soria. Su divisoria con la Merindad de Logroño lo era con la Villa de Cigudosa, sita en la orilla derecha del río Alhama, aguas abajo del mismo río después de su salida de Tierra de Magaña; esta Villa de Cigudosa y su término, aunque englobada hoy en la provincia de Soria, no perteneció nunca a ninguna Comunidad de Villa y Tierra; se trataba de una aldea de la Merindad de Logroño, avanzada de dicha Merindad, que se introducía como una cuña entre las Comunidades de San Pedro Manrique, Magaña y de Ágreda, y que en el siglo XIX fue incorporada a la actual provincia de Soria sin tener en cuenta sus antecedentes históricos.
Según los datos que acabamos de exponer, la Comunidad de Villa y Tierra la integraron inicialmente cinco aldeas; esta fue la composición de la Comunidad durante los casi tres siglos que permaneció realenga: Cerbón, Fuentes de Magaña, Las Fuesas, Torretaranclo, Valtajeros.

## Señorío del Condestable
En el siglo XV, cuando el condestable don Álvaro de Luna recibió el señorío sobre la Tierra de Magaña, este señorío fue ampliado con siete aldeas de la Tierra de Soria, colindantes con
Magaña, a saber: Carrascosa de la Sierra, Suellacabras, Pobar, El Espino, La Losilla, Villarraso y Valdelagua del Cerro. Estas aldeas, aunque en el censo de 1594 aparecen enumeradas como de la Tierra de Magaña, el padrón vecinal de Soria del año 1270 acredita indubitadamente su originaria integración en la tierra soriana, salvo Valdelagua, compartida entre Soria y Ágreda, según acredita la documentación de Agreda.

### Sus cuatro partidos
En los siglos siguientes todavía fue mayor la destrucción y confusión jurisdiccional introducida en la que fue originariamente Comunidad de Villa y Tierra de Magaña, que en el censo de Floridablanca aparece repartida en cuatro partidos y mezclada con aldeas que originariamente nada tuvieron que ver con Magaña:
- Partido de Magaña, señorío del marqués de Vadillo, formado por Magaña, Cerbón, Fuesas y Villarraso.
- Partido de Fuentes de Magaña, señorío del marqués de San Miguel, constituido por el propio Fuentes de Magaña con El Espino.
- Partido de Suellacabras, señorío del duque de Alba, integrado por Suellacabras, Torretaranclo y Valdelagua del Cerro condividido este último lugar con el Partido de Ágreda.
- Finalmente, Valtajeros era una villa eximida por el duque de Santisteban.[7]

Nada permite reconocer en esta fragmentación jurisdiccional del siglo XVIII a la antigua Comunidad de Villa y Tierra de Magaña.

### Despoblados
Los despoblados existentes en la Tierra de Magaña sólo los conocemos por la tradición oral, que nos apunta con relativa seguridad tres de ellos:
- Los Casales: tradición oral.
- Castellares: tradición oral.
- La Mora: tradición oral.

Los Casales.-Despoblado en el término de Magaña, 3200 m al oeste, con alguna derivación norte, a 600 m de la divisoria municipal que separa Magaña de Pobar, y a unos 100 m a la derecha del camino que conduce a Fuentes de Magaña desde la carretera de Pobar; todavía pueden verse abundancia de paredes. Mapa 1/50.000, hoja 318: latitud, 41°54′25″; longitud, 1° 29' 40".
Castellares.-Despoblado en el término de Magaña, 2.700 m al O/SO, a 200 m de la divisoria con Suellacabras, en la orilla izquierda, junto al río Alhama; todavía se conservan hoy las ruinas de la iglesia medieval llamada La Monasteria o Nuestra Señora del Monasterio de Los Castellares; cerca se conocen los restos de casas en el pago llamado Valdelaguna. Mapa 1/50.000, hoja 319: latitud, 41°53′13″; longitud, 1° 30' 10".
La Mora.-Despoblado en el término de Fuentes de Magaña, 2000 m al SO, 100 al NE de los corrales de Valcentenares; en la margen derecha del arroyo de Fuente Fría pueden verse hoy todavía las minas de una iglesia; en el mapa de Coello de 1860 es llamado despoblado de Val de Centenares. Mapa 1/50.000, hoja 318: latitud, 41°55′32″; longitud, 1° 29' 10".
Con menor seguridad que las noticias relativas a los tres despoblados anteriores, la tradición oral señala también la posible ubicación de un antiguo poblado medieval en los corrales de Valdelagua, en el término de Magaña, a unos 400 m al norte de Los Castellares, pero nos inclinamos a pensar que se trate de casas pertenecientes a este mismo lugar.
En el término municipal de Valtajeros se señala el despoblado de Mostajo, pero no lo recogemos aquí por tratarse de un despoblado de la Comunidad de Villa y Tierra de Soria.
Todo el territorio histórico de la Comunidad de Villa y Tierra de Magaña pertenece hoy administrativamente a la provincia de Soria y se halla repartido en cuatro ayuntamientos: Magaña, Cerbón, con su anejo Las Fuesas; Fuentes de Magaña y Valtajeros, con su anejo Torretaranclo.
Teniendo en cuenta todos los datos anteriores, la extensión que hemos calculado para toda la Comunidad de Magaña no va más allá de los 85,78 km. La Villa contaba con seis parroquias: San Martín, San Salvador, San Miguel, Santa María de la Vega ( barrio de Santa María), Santa María de Verducea (barrio de Abajo) y Santa María de Barruso.